# Gouvernement Pereira
Duarte de Barros II Djá I
Le gouvernement Pereira est le gouvernement de Guinée-Bissau du 4 juillet 2014 au 7 septembre 2015.

## Historique

### Formation
Le 4 juillet 2014, Domingos Simões Pereira est nommé Premier ministre par le président José Mário Vaz.
Composé de trente membres, seize sont ministres et quatorze sont secrétaires d'État. Quatre femmes sont nommées au gouvernement. Outre le Parti africain pour l'indépendance de la Guinée et du Cap-Vert (PAIGC), le Parti du renouveau social (PRS), l'Union pour le changement (UM) et le Parti de la convergence démocratique (PCD) font églament partie du gouvernement.

### Succession
À la suite de dissensions entre les deux hommes, il est révoqué de ses fonctions le 12 août 2015 et remplacé par Baciro Djá.

## Composition
La composition est la suivante.
| Portefeuille                                                                          | Titulaire | Titulaire                    | Parti |
| ------------------------------------------------------------------------------------- | --------- | ---------------------------- | ----- |
| Premier ministre                                                                      |           | Domingos Simões Pereira      | PAIGC |
| Ministre de la Présidence du Conseil des ministres et des Affaires parlementaires     |           | Baciro Djá                   | PAIGC |
| Ministre de l'Administration interne                                                  |           | Botche Candé                 | PRS   |
| Ministre de l'Énergie et de l'Industrie                                               |           | Florentino Mendes Pereira    | PRS   |
| Ministre de l'Économie et des Finances                                                |           | Geraldo Martins              | PAIGC |
| Ministre des Affaires étrangères, de la Coopération internationale et des Communautés |           | Mário Lopes da Rosa          |       |
| Ministre des Ressources naturelles                                                    |           | Daniel Gomes                 |       |
| Ministre de la Défense nationale                                                      |           | Cadi Mané                    |       |
| Ministre de la Justice et des Droits de l'Homme                                       |           | Carmelita Pires              |       |
| Ministre des Travaux publics, du Logement et de l'Urbanisme                           |           | José António Cruz Almeida    |       |
| Ministre de l'Éducation nationale et de l'Enseignement supérieur                      |           | Odete Semedo                 |       |
| Ministre de la Santé publique                                                         |           | Valentina Mendes             |       |
| Ministre de l'Action sociale, de la Famille et de la Promotion de la femme            |           | Bilony Nhama Nantamba Nhassé |       |
| Ministre de l'Agriculture, des Forêts et du Développement rural                       |           | João Aníbal Pereira          |       |
| Ministre de la Réforme administrative et du Travail                                   |           | Admir Nelson Belo            |       |
| Ministre du Commerce                                                                  |           | António Serifo Embaló        | PRS   |
| Ministre de la Communication sociale                                                  |           | Agnelo Augusto Regala        |       |
| Secrétaire d'État à la Jeunesse, à la Culture et aux Sports                           |           | Tomás Gomes Barbosa          |       |
| Secrétaire d'État à la Pêche et à l'Économie maritime                                 |           | Ildefonso Barros             |       |
| Secrétaire d'État aux Transports et aux Communications                                |           | João Bernardo Vieira         |       |
| Secrétaire d'État aux Combattants de la liberté nationale                             |           | Carlos Nhaté                 |       |
| Secrétaire d'État à la Coopération internationale et aux Communautés                  |           | Idelfredes Manuel Fernandes  |       |
| Secrétaire d'État chargé du Budget                                                    |           | Tomásia Manjuba              |       |
| Secrétaire d'État chargée du Trésor                                                   |           | José Djo                     |       |
| Secrétaire d'État à la Gestion hospitalière                                           |           | Domingos Malú                |       |
| Secrétaire d'État à l'Enseignement supérieur et à la Recherche scientifique           |           | Fernando Augusto Gomes Dias  |       |
| Secrétaire d'État à la Sécurité alimentaire                                           |           | Filipe Quessangue            |       |
| Secrétaire d'État au Tourisme                                                         |           | Vicente Fernandes            |       |
| Secrétaire d'État à l'Aménagement du territoire                                       |           | Abu Camara                   |       |
| Secrétaire d'État à la Sécurité et à l'Ordre public                                   |           | Doménico Sanca               |       |
| Secrétaire d'État à la Planification régionale et à l'Intégration                     |           | Degol Mendes                 |       |
| Secrétaire d'État à l'Environnement                                                   |           | Barros Bacar Banjai          |       |